# We Three Kings
We Three Kings, titre original Three Kings of Orient, également connu sous le nom de We Three Kings of Orient Are ou The Quest of the Magi, est un chant de Noël écrit par John Henry Hopkins Jr. en 1857. Quand il compose la chanson, Hopkins est recteur de la Christ Episcopal Church à Williamsport, en Pennsylvanie, et il écrit la pièce pour un spectacle de Noël à New York . De nombreuses versions de cette chanson seront réalisées et elle reste un chant de Noël populaire.

## Paroles
[tel qu'imprimé dans Hopkins, Carols, Hymns, and Songs, 1ère éd., 1863]

### Couplet 1
We Three Kings of Orient are,
Bearing gifts we traverse afar,
Field and fountain, Moor and mountain
Following yonder Star.

### Refrain
O Star of Wonder, Star of Night,
Star with Royal Beauty bright,
Westward leading,
Still proceeding,
Guide us to Thy perfect Light.

### Couplet 2 (Gaspard)
Born a King on Bethlehem's plain,
Gold I bring to crown Him again,
King for ever
Ceasing never
Over us all to reign.
(Refrain)

### Couplet 3 (Melchior)
Frankincense to offer have I,
Incense owns a Deity nigh:
Prayer and praising
All men raising,
Worship Him God on High
(Refrain)

### Couplet 4 (Balthazar)
Myrrh is mine;its bitter perfume
Breathes a life of gathering gloom;—
Sorrowing, sighing, Bleeding,
dying,
Sealed in the stone-cold tomb
(Refrain)

### Couplet final
Glorious now behold Him arise,
King, and God, and Sacrifice;
Heav’n sings Hallelujah:
Hallelujah the earth replies.
(Refrain)

### Composition
John Henry Hopkins Jr. organise le chant de telle manière que trois voix masculines chantent chacune un couplet solo afin de correspondre avec les trois rois. Le premier et le dernier couplet du chant sont chantés ensemble par les trois comme des « versets de louange », tandis que les versets intermédiaires sont chantés individuellement, chaque roi décrivant le cadeau qu'il apporte. Le refrain continue à louer la beauté de l'étoile de Bethléem. De nos jours, cependant, les solos des mages ne sont généralement pas respectés lorsqu'ils interprètent le chant.
La mélodie du chant est décrite comme « triste » et « changeante » par nature. Pour cette raison, il ressemble beaucoup à une chanson du Moyen Âge et de la musique du Moyen-Orient, à laquelle il est fréquemment comparé.

### Le contexte
Le chant est centré sur les mages bibliques, qui ont rendu visite à Jésus comme un enfant dans une maison (Matthieu 2:11) quelque temps après sa Nativité et lui ont donné des cadeaux d' or, d' encens et de myrrhe tout en lui rendant hommage . Bien que l'événement soit raconté dans l' Évangile de Matthieu, il n'y a pas d'autres détails donnés dans le Nouveau Testament en ce qui concerne leurs noms, le nombre de mages présents ou s'ils étaient même royaux,. Il y a, cependant, des versets dans l'Ancien Testament qui prédisent les visiteurs : Ésaïe 60: 6:. « La richesse des nations viendra à vous. Une multitude de chameaux vous couvrira. Les jeunes chameaux de Madian et Ephah ; Tous ceux de Saba viendront ; Ils apporteront de l'or et de l'encens, et porteront la bonne nouvelle des louanges du Seigneur. » ; New American Standard Bible, et deux sélections des Psaumes - Psaume 72:10  « Les rois de Tarsis et des îles paieront tribut, et les rois d'Arabie et de Saba offriront des cadeaux » et Psaume 72:15: «... et que l'on lui donne de l'or d'Arabie », New American Standard Bible. Par conséquent, les noms des Mages - Melchior, Caspar et Balthazar - et leur statut de rois d'Orient sont légendaires et basés sur la tradition. Le nombre trois découle du fait qu'il y a trois cadeaux distincts qui ont été offerts.

## Contexte et influence
Au moment où il écrit We Three Kings en 1857, John Henry Hopkins Jr. est recteur de la Christ Episcopal Church à Williamsport, en Pennsylvanie,. Bien qu'il travaille à l'origine comme journaliste pour un journal de New York et étudie pour devenir avocat,, il choisit de rejoindre le clergé après avoir obtenu son diplôme de l' Université du Vermont.  Hopkins étudie au General Theological Seminary de New York et après avoir obtenu son diplôme et été ordonné diacre en 1850, il y devient le premier professeur de musique cinq ans plus tard, occupant le poste jusqu'en 1857 aux côtés de son ministère dans l'Église épiscopale.
Au cours de sa dernière année d'enseignement au séminaire, Hopkins écrit « We Three Kings W pour un concours de Noël tenu au collège.  Il est à noter que Hopkins compose à la fois les paroles et la musique; les compositeurs contemporains de chants de Noël écrivent généralement soit les paroles, soit la musique, mais pas les deux,. Initialement intitulé Three Kings of Orient, il est chanté dans son cercle de famille et d'amis. En raison de la popularité qu'il a acquise parmi eux, Hopkins décide de publier le chant en 1863 dans son livre Carols, Hymns, and Songs. C'est le premier chant de Noël originaire des États-Unis à atteindre une popularité généralisée, ainsi que le premier à être présenté dans Christmas Carols Old and New, une collection « prestigieuse »  et « influente » de chants de Noël publiés au Royaume-Uni. En 1916, le chant est imprimé dans hymnal for the Episcopal Church ; l'édition de cette année est la première à avoir une section distincte pour les chansons de Noël. We Three Kings est également inclus dans l' Oxford Book of Carols publié en 1928, qui a fait l'éloge de la chanson comme « l'un des chants de Noël composés modernes les plus réussis ».

## Parodies
Depuis les années 1970, le chant est fréquemment parodié par les enfants. Le sujet des paroles varie considérablement selon la région, avec des références à fumer des cigares en caoutchouc explosifs, à vendre de la lingerie contrefaite ou à se rendre dans un bar irlandais en taxi, voiture et scooter,,.

## Adaptation moderne
En 2006, le groupe folk rock Blackmore's Night adapte la chanson sur son album de chants de Noël Winter Carols.